# Lista de rios do Rio Grande do Sul

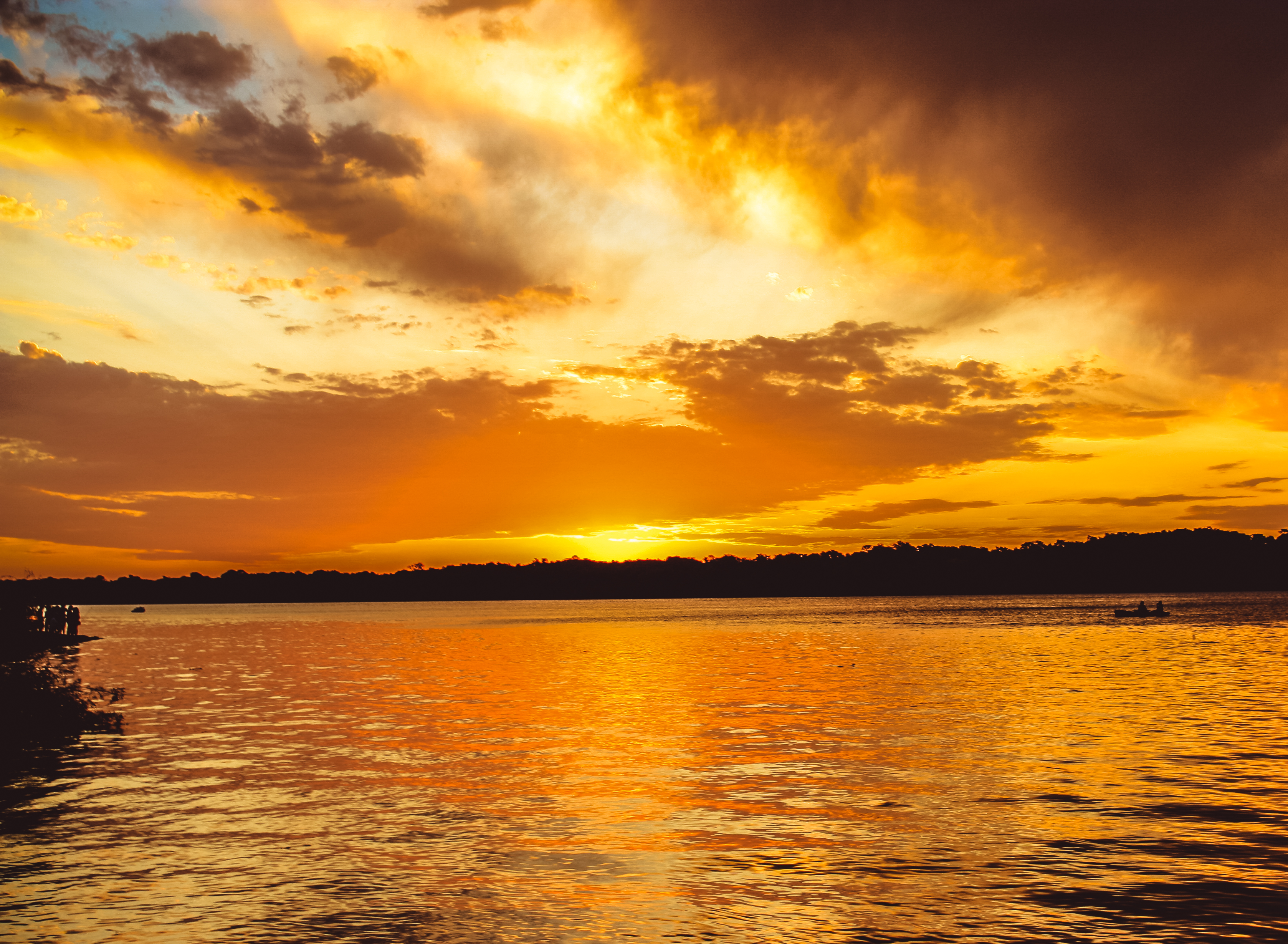
Rio Uruguai no porto de São Borja divisa entre o Brasil e a Argentina.

O estado do Rio Grande do Sul é banhado pela Região Hidrográfica do Uruguai, Região Hidrográfica do Guaíba e a Região Litorânea cujas águas correm em direção ao Oceano Atlântico.
Lista de rios do Rio Grande do Sul, Brasil

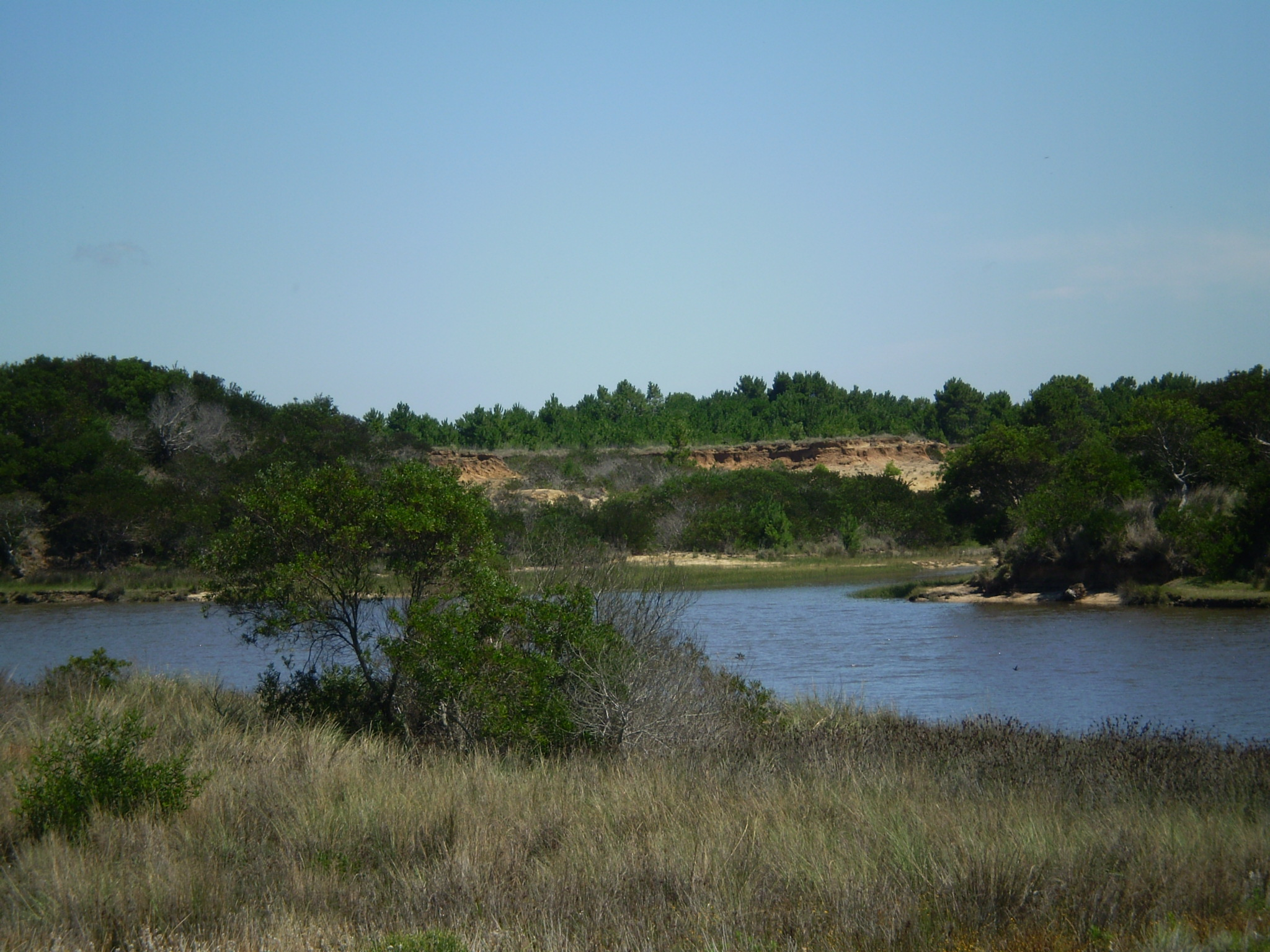
Arroio Chuí divisa entre o Brasil e o Uruguai.

- Rio Amandaú
- Rio das Antas
- Rio Belo
- Rio Buricá
- Rio Buriti
- Rio Cacequi
- Rio Cadeia
- Rio Caí
- Rio Camacuã
- Rio Camisas
- Rio Caracol
- Rio Carreiro
- Rio Caxambu
- Rio Cipamaroti
- Rio Comandaí
- Rio Divisa
- Rio dos Caixões
- Rio dos Corvos
- Rio Dourado
- Rio Forqueta
- Rio Gravataí
- Rio Guaçu
- Rio Guaporé
- Rio Guarita
- Rio Ibicuí
- Rio Ibidui da Armada
- Rio Ibicuí da Cruz
- Rio Ibirapuitã
- Rio Ibirapuitã Chico
- Rio Ibirubá
- Rio Ijuí
- Rio Ijuizinho
- Rio Itu
- Rio Ituim
- Rio Ivaí
- Rio Jaguarão
- Rio Jacuí
- Rio Jacuizinho
- Rio Jacuí-Mirim
- Rio Jaguari
- Rio Jaguarizinho
- Rio Lajeado Grande
- Rio Macaco
- Rio Mampituba
- Rio Mineiro
- Rio Maquiné
- Rio Maratá
- Rio Mauá
- Rio Morangueira
- Rio Muniz
- Rio Negro
- Rio Ogarantim
- Rio Ouro
- Rio Paranhana
- Rio Passo Fundo
- Rio Pelotas
- Rio Piaí
- Rio Pinhal
- Rio Piraju
- Rio Piratini
- Rio da Prata
- Rio Quaraí
- Rio Quebra-Dentes
- Rio Santa Maria
- Rio Santa Rosa
- Rio Santo Cristo
- Canal de São Gonçalo
- Rio São Lourenço do Sul
- Rio São Sepé
- Rio dos Sinos
- Rio Soturno
- Rio Tainhas
- Rio Taquara
- Rio Taquari
- Rio Taquari-Mirim
- Rio da Telha
- Rio Toropi
- Rio Tramandaí
- Rio Três Forquilhas
- Rio Turvo
- Rio Uruguai
- Rio Vacacaí
- Rio da Várzea

Arroios importantes:
- Arroio das Caneleiras
- Arroio Chuí
- Arroio do Quilombo
- Arroio Pelotas